# Gladys Bentley
Gladys Alberta Bentley (12 augustus 1907 - 18 januari 1960) was een Amerikaans blues-zangeres en -pianiste. In de jaren twintig maakte ze furore door als dragking op te treden, waarbij ze openlijk flirtte met vrouwen in het publiek. Bentley was een vertegenwoordiger van de Harlem Renaissance, een artistieke beweging onder met name zwarte Amerikanen.

## Biografie
Bentley werd in 1907 geboren in Philadelphia, als eerste kind van een blanke Amerikaanse vader en een zwarte vrouw uit Trinidad. De moeder moet haar meermaals duidelijk hebben gemaakt dat zij liefst een jongen als eerstgeborene had willen hebben. In een interview in het blad Ebony vertelde Bentley dat haar moeder haar de eerste zes maanden weigerde te verzorgen en dat de grootmoeder dat moest doen. Bentley vertelde dat die afwijzing haar lang had beïnvloed. Zo had ze een hekel aan haar broers, droeg vaak jongenskleren, liet zich door geen man aanraken en liep ten slotte op haar zestiende weg van huis.

### Harlem
Bentley vestigde zich in Harlem en maakte vrijwel meteen indruk op een impresario, die haar 400 dollar betaalde voor het opnemen van acht nummers. Later hoorde ze dat Harry Hansberry's Clam House, een bekende speakeasy voor homo's, een mannelijke pianist zocht. Hier begon ze op te treden als crossdresser, perfectioneerde die act en werd er succesvol en bekend mee. Aanvankelijk verdiende ze 35 dollar per week en dat steeg later naar 125 dollar. Op enig moment werd de club naar haar genoemd: Barbara's Exclusive Club, naar het pseudoniem Barbara "Bobbie" Minton dat ze toen gebruikte. Bentley zong er zelf geschreven, vaak schuine teksten op bekende wijsjes. Met de blues en deze parodieën stak ze de draak met de cultuur van de betere kringen. Tijdens optredens sprak ze mannen in het publiek aan op homoseksuele praktijken, iets wat in die tijd nog als zeer gewaagd gold. Ook zong ze openlijk of in bedekte termen over haar minnaressen en flirtte ze onverholen met vrouwen in het publiek.
In 1933 trachtte Bentley naam te maken op Broadway, maar haar gewaagde optredens leidden er tot klachten en meermaals tot ingrijpen door de politie. Het volgende jaar keerde ze terug naar Harlem, waar ze in de Ubangi Club nog drie jaar zou spelen.

### Californië
Na het opheffen van de drooglegging ging het snel bergafwaarts met de speakeasy's waar Bentley optrad en ze verhuisde naar zuidelijk Californië. Ze trachtte haar carrière voort te zetten met optredens in uitgaansgelegenheden voor homo's, maar had er veel minder succes mee dan aan de oostkust. Veranderende moraal en aangescherpte wetten zorgden ervoor dat Bentley vergunningen moest hebben om in mannenkleren op te treden en ze werd ook regelmatig lastiggevallen vanwege haar uiterlijk.
Bentley is het grootste deel van haar loopbaan openlijk lesbisch geweest. In 1931 moet ze met een blanke vrouw getrouwd geweest zijn, maar het is niet bekend wie. Van haar geaardheid kwam ze terug in de tijd van het Mccarthyisme. Ze claimde van haar lesbianisme te zijn genezen door een behandeling met vrouwelijke hormonen en ook zou een zekere operatie daaraan bijgedragen hebben. In 1952 trouwde ze met de zestien jaar jongere kok Charles Roberts, die haar na vijf maanden verliet en het huwelijk later ontkende.
Bentley overleed in 1960 in Los Angeles aan een longontsteking.
- Bibliothèque nationale de France: cb140138554 (data)
- Gemeinsame Normdatei: 1189243725
- International Standard Name Identifier: 0000 0001 0862 2814
- Library of Congress Control Number: n95049316
- MusicBrainz: 3a7853ac-076b-49ae-8072-274573399dc0
- Nationale Bibliotheek van Israël: 987012384832805171
- Nederlandse Thesaurus van Auteursnamen: 271583274
- SNAC: w65k0grw
- Virtual International Authority File: 1717396
- WorldCat: E39PBJy8vgypkwj6tRPhP8tVG3